# Roberto Arias
Roberto Emilio Arias (26 de outubro de 1918 - 22 de novembro de 1989), conhecido como Tito, foi um advogado, diplomata e jornalista panamenho. Arias veio de uma família política de destaque no Panamá, cujos membros haviam alcançado a presidência quatro vezes; entre eles, seu próprio pai, Harmodio Arias Madrid.
Arias foi educado na Peddie School, em Highstown (Nova Jersey), e no St. John's College, em Cambridge. De 1942 a 1946, editou o jornal de sua família, La Hora.
Em 1955, Arias casou com a bailarina britânica Margot Fonteyn, depois de se divorciar de sua primeira esposa, com quem teve três filhos. Após seu casamento, Arias foi nomeado embaixador do Panamá no Reino Unido. Em 1959, ele e Dame Margot foram acusados de tentativa de contrabando de armas no seu iate a uma curta distância da costa do Panamá. Arias foi acusado de tentar provocar uma revolta contra Ernesto de la Guardia  Jr., que era o presidente na época. Dame Margot foi imediatamente deportada para a Inglaterra e Arias se refugiou na embaixada do Brasil durante dois meses antes de receber um conduto seguro fora do país. Finalmente, as acusações foram retiradas e após a mudança de governo, o casal foi autorizado a regressar ao Panamá.
Em maio de 1964, ele foi eleito para a Assembleia Nacional do Panamá, sendo esta a sua primeira incursão na política ativa. Dois meses depois, foi baleado numa discussão com um amigo e ex-associado político, Alberto Jiménez, na esquina de um bairro da Cidade do Panamá. Havia rumores de que o tiro foi o resultado de um caso que Arias teve com a esposa de Jiménez. Arias foi tratado durante 18 meses em hospitais britânicos e passou o resto de sua vida tetraplégico, confinado a uma cadeira de rodas. Uma das razões que mantiveram Fonteyn na dança por tanto tempo foi poder pagar as enormes contas médicas de Arias. Colette Clark, uma amiga íntima que trabalhou com Fonteyn na Academia Real de Dança, disse: "As pessoas dizem que foi uma tragédia levar um tiro. Claro que não foi uma tragédia, porque ela recebeu o que queria. Alguém para cuidar, amar e cuidar de toda a devoção e força de sua maravilhosa personalidade."
Durante a ausência de Fonteyn do Panamá em turnês como dançarina, uma mulher de classe rica chamada Anabella Vallarino mudou-se para a casa de Arias como amante e partiu antes de Fonteyn retornar. No dia em que Tito morreu, Vallarino cometeu suicídio tomando uma garrafa de cloro e os dois foram enterrados no mesmo dia.